# 大環状線 (モスクワ地下鉄)
モスクワ地下鉄大環状線（モスクワちかてつだいかんじょうせん、ロシア語: Большая кольцевая линия）は、モスクワ地下鉄の路線の一つである。ロシア連邦の首都モスクワにあり、総延長は70 kmで、2023年3月1日に全線31駅が開通して環状路線となった。
当初はモスクワ地下鉄11号線として扱われ、ペトロフスキー・パールク駅（Петровский парк）とデロヴォイ・ツェントル駅（Деловой центр）の10.5km、5つの駅を結んでいた。その後、カホーフスカヤ線（11A号線）も編入した。

## 駅
- ペトロフスキー・パールク駅（Петровский парк）
- ツェエスカー駅（ЦСКА）
- ホロショフスカヤ駅（Хорошёвская）
- シェレピハ駅（Шелепиха）
- デロヴォイ・ツェントル駅（Деловой центр）

## 開業年次
| 駅                                                    | 開業年     | 距離    |
| ----------------------------------------------------- | ---------- | ------- |
| ペトロフスキー・パールク駅 - デロヴォイ・ツェントル駅 | 2018-02-26 | 10.5 km |
| 合計                                                  | 5駅        | 10.5 km |